# 알렉산드라 바레토
알렉산드라 버레토(Alexandra Barreto, 1982년 10월 10일 ~ )는 미국의 배우, 영화 제작자, 작가이다.
스태튼아일랜드에서 태어났다.

## 작품 목록

### 영화 출연
- 키드 (2000)
- Woman on Fire (2002)
- Exposed (2003)
- Blood Makes Noise (2005) - 코니 역 (단편)
- 투스 앤 네일 (2007)
- VideoDome Rent-O-Rama (2010) - 에마 역 (단편)
- The Dungeon Master (2011) - 단편
- Method (2011) - 단편

### 영화 연출
- Lady Hater (2019) - 단편

### 텔레비전 출연
- 더 디스트릭트 (2003-04)
- 썸머랜드 (2005)
- Pepper Dennis (2006)
- 푸싱 데이지 (2008)
- 저스티파이드 (2010-11)
- 포스터 가족 (2013-18)